# Jur nad Hronom
Jur nad Hronom (bis 1955 slowakisch „Svätý Jur nad Hronom“ – bis 1927 „Hronský Svätý Jur“; ungarisch Garamszentgyörgy – bis 1907 auch Szentgyörgy) ist eine Gemeinde im Westen der Slowakei mit 984 Einwohnern (Stand 31. Dezember 2024), die zum Okres Levice, einem Teil des Nitriansky kraj, gehört.

## Geographie
Die Gemeinde befindet sich im Ostteil des slowakischen Donautieflands, am linken Ufer des Hron. Das Gemeindegebiet ist flach und bis auf Auwälder entlang des Hron entwaldet. Das Ortszentrum liegt auf einer Höhe von 146 m n.m. und ist 11 Kilometer von Želiezovce sowie 13 Kilometer von Levice entfernt.
Nachbargemeinden sind Starý Hrádok im Norden und Nordosten, Hontianska Vrbica im Osten, Zbrojníky im Südosten, Šarovce im Süden und Südwesten, Tekovské Lužany im Westen sowie Turá und Žemliare im Nordwesten.

## Geschichte

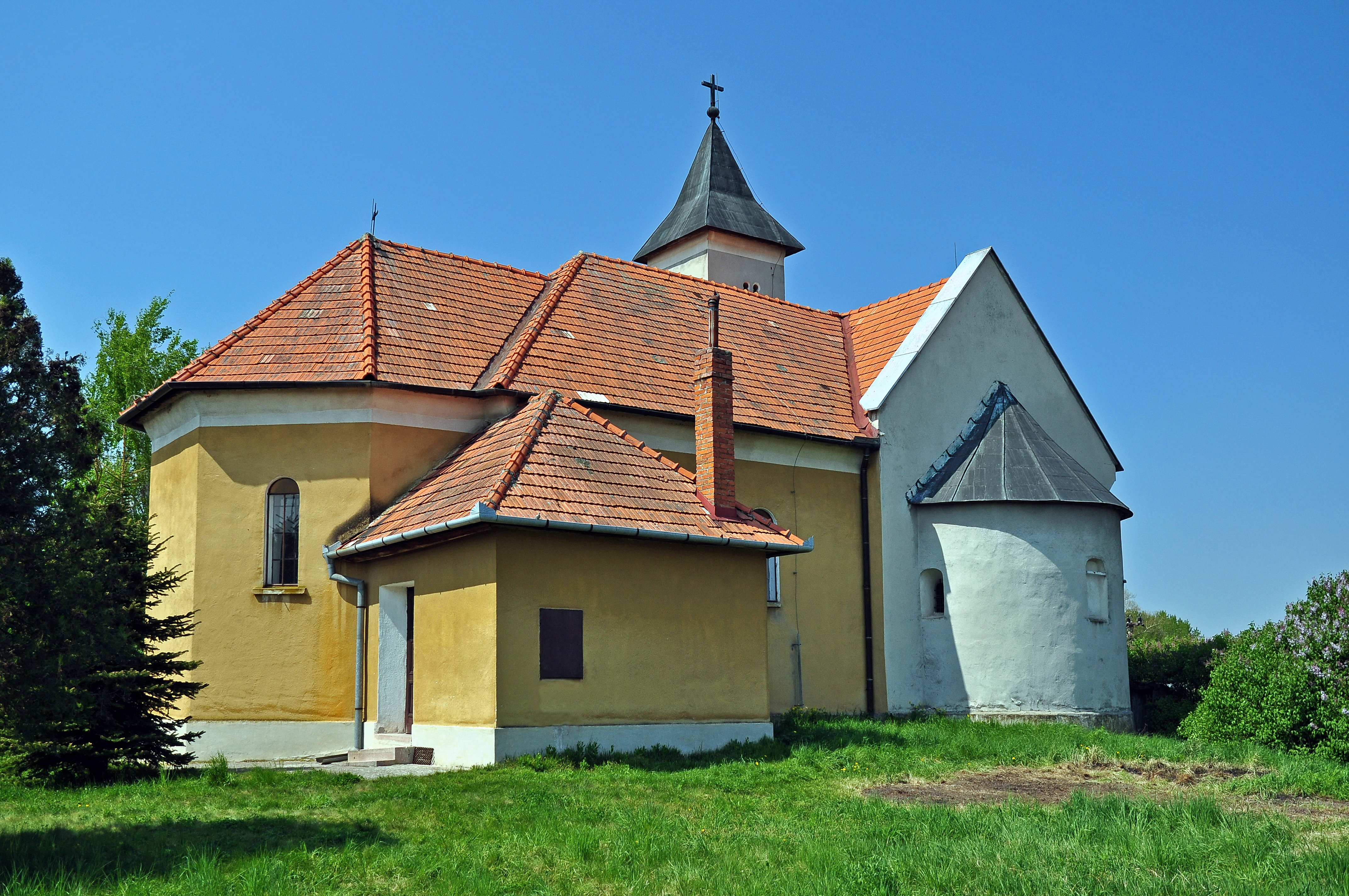
Georgskirche

Der Ort wurde zum ersten Mal 1276 als Sanctus Georgius schriftlich erwähnt. Zwischen 1312 und 1321 gehörte das Dorf zum Herrschaftsbereich von Matthäus Csáks Kleinkönigtum. 1424 war Jur nad Hronom Sitz einer der vier Gespanschaften von Prädialisten und somit unter der Herrschaft des Erzbistums Gran. 1558 wurde die Ortschaft von den Türken wegen Nichtabführung von Tributen in Brand gesetzt. Nach einem türkischen Steuerverzeichnis gab es im Jahr 1664 47 Haushalte, 65 Steuerpflichtige und zwei Mühlen. 1828 zählte man 93 Häuser und 564 Einwohner, die als Landwirte und Viehhalter beschäftigt waren.
Bis 1919 gehörte der im Komitat Bars liegende Ort zum Königreich Ungarn und kam danach zur Tschechoslowakei beziehungsweise heute Slowakei. Von 1938 bis 1945 war er auf Grund des Ersten Wiener Schiedsspruchs noch einmal Teil Ungarns.

## Bevölkerung
| Jahr                | 1994 | 2004    | 2014    | 2024    |
| ------------------- | ---- | ------- | ------- | ------- |
| Anzahl der Personen | 939  | 944     | 954     | 984     |
| Unterschied         |      | +0,53 % | +1,05 % | +3,14 % |

| Jahr                | 2023 | 2024    |
| ------------------- | ---- | ------- |
| Anzahl der Personen | 985  | 984     |
| Unterschied         |      | −0,10 % |

Nach der Volkszählung 2011 wohnten in Jur nad Hronom 920 Einwohner, davon 562 Slowaken, 318 Magyaren, 11 Tschechen sowie jeweils ein Roma und Ukrainer. 27 Einwohner machten keine Angabe zur Ethnie.
361 Einwohner bekannten sich zur römisch-katholischen Kirche, 224 Einwohner zur Evangelischen Kirche A. B., 145 Einwohner zur reformierten Kirche, 14 Einwohner zur Bruderkirche, jeweils 10 Einwohner zur evangelisch-methodistischen Kirche und zur griechisch-katholischen Kirche sowie ein Einwohner zur tschechoslowakischen hussitischen Kirche; zwei Einwohner bekannten sich zu einer anderen Konfession. 109 Einwohner waren konfessionslos und bei 44 Einwohnern wurde die Konfession nicht ermittelt.

## Bauwerke und Denkmäler
- römisch-katholische Georgskirche im romanischen Stil aus dem 13. Jahrhundert, 1499 gotisch umgebaut und 1937 erweitert
- reformierte Kirche im spätklassizistischen Stil aus dem Jahr 1878
- Glockenturm am Dorfplatz aus dem 19. Jahrhundert